# Alsomyia capillata
Alsomyia capillata är en tvåvingeart som först beskrevs av Camillo Rondani 1859.  Alsomyia capillata ingår i släktet Alsomyia och familjen parasitflugor. Inga underarter finns listade i Catalogue of Life.